# Elham Hashemi
Elham Hashemi (født 19. october 1971 i Shiraz ) er tidligere medlem af Irans skyttelandshold, tidligere træner for Singapores landshold og tidligere cheftræner for Irans skyttelandshold, og er i dag cheftræner for Danmarks skyttelandshold . Hun har den højeste certificering af skydecoaching i verden, det vil sige en grad fra ISSF . 